# Бріан Агірре
Бріан Ніколас Агірре (ісп. Brian Nicolas Aguirre, нар. 6 січня 2003, Гранадеро-Байгоррія, Аргентина) — аргентинський футболіст, нападник клубу «Ньюеллс Олд Бойз» та молодіжної збірної Аргентини.

## Ігрова кар'єра

### Клубна
Бріан Агірре є вихованцем футбольної академії клубу «Ньюеллс Олд Бойз» зі своєї рідної провінції Санта-Фе. З 2015 року футболіст виступав за молодіжну клубну команду. У квітні 2021 року Агірре зіграв першу гру в основі в поєдинку Кубка Професійної ліги. Після закінчення сезону футболіст продовжив контракт з клубом.
Сезон 2022 року футболіст пропустив через отриману у вересні травму коліна.

### Збірна
У лютому 2023 року у складі молодіжної збірної Аргентини Бріан Агірре взяв участь у молодіжній першості Південної Америки, що проходив у Колумбії.
У травні того року Агірре зіграв три матчі на домашньому молодіжному чемпіонаті світу.